# Sadi
Pour les articles homonymes, voir Sadi (homonymie).
Sadi, de son vrai nom Pol Sadi Lallemand, est un musicien de jazz belge né à Andenne le 23 octobre 1927 et mort à Huy le 20 février 2009. Parfois surnommé « Fats » Sadi, il affectionnait, comme interprète, le vibraphone, les bongos, les percussions et le piano, mais il était aussi chanteur, notamment de scat, compositeur, arrangeur et chef d'orchestre.

## Biographie
Sadi montre fort jeune une passion pour la musique et apparait dès 9 ans sur des scènes, comme amateur, jouant du xylophone. Il découvre le jazz avec Louis Armstrong en 1938, et se met au vibraphone en 1941. En 1945, il devient musicien professionnel et parcourt Europe pour l'armée américaine avec un orchestre, the Bob Shots, formé notamment de Bobby Jaspar, Jacques Pelzer et René Thomas.
Dans les années 1950, il vit à Paris où il joue notamment avec les orchestres de Michel Legrand, Aimé Barelli, Jacques Helian et Sacha Distel, et joue dans les plus fameux clubs de l'époque tel que le Club Saint-Germain ou le Blue Note. Il participe le 8 avril 1953 à l'ultime séance d'enregistrement de Django Reinhardt avec Pierre Michelot et Martial Solal pour la firme Blue Star.
Dans les années 1960, il est engagé par la RTB où il anime une émission de radio (de 1961 à 1965, avec l'orchestre de Henri Segers) et a sa propre émission de télévision, de 1969 à 1974.
Il reçoit un Djangodor en 1996, et est nommé vibraphoniste européen de l'année en 1998, lors d'un référendum organisé par les radios belges RTBF et VRT.
Sadi meurt dans la nuit du 19 au 20 février 2009 alors qu'il est traité à l'hopital de Huy, d'une infection nosocomiale.

## Discographie
- 1953: Django Reinhardt Nuages coll. Jazz in Paris 2002 Gitanes
- 1953: The swinging Fats Sadi Combo (Vogue), Blue Note Records 5061 - EP
- 1956: Solal / Sadi Quartette (Vogue 74321409332)
- 1959: Sadi's Vibes - The Sadi Quartet plus Jimmy Deuchar and his trumpet (Manhattan) - EP
- 1960: Sadi Quartet : Blue Vibes (Palette) - EP
- 1963: Sadi : More Vibes (Jazz Club) - LP
- 1965: Raymond Fol Big Band with Johnny Hodges and Sadi: Les Quatre Saisons "In Jazz" (Philips) - LP
- 1966: Mr. Fats Sadi, His Vibes & Friends : Ensadinado (Saba 15111 ST), with Francy Boland, Jimmy Woode & Kenny Clarke - LP
- 1969: Sadi and His Big Band : Tea For Two (Polydor) - LP
- 1976: Sadi 4Tet (Rush) - LP RLP 7611
- 1994: The Sadi Quartet (Ispahan Records)
- 2000: Sadi's nonet (IGLOO Records)
- 2006: Sadi and the BRT Jazz Orchestra - Flagey Nine Thirty (IGLOO Records)